# Cabareting Under Difficulties
Cabareting Under Difficulties è un cortometraggio muto del 1920. Il nome del regista non viene riportato, appare solo quello dello sceneggiatore, Monte M. Katterjohn.

## Produzione
Il film fu prodotto dall'Alexander Film Corporation, una piccola casa di distribuzione saltuariamente attiva dal 1914 al 1922. Produsse solo questo cortometraggio.

## Distribuzione
Uscì nelle sale cinematografiche USA il 22 marzo 1920.